# Steatoda xerophila
Steatoda xerophila là một loài nhện trong họ Theridiidae.
Loài này thuộc chi Steatoda. Steatoda xerophila được miêu tả năm 1982 bởi Levy & Amitai.